# Shiligang (sockenhuvudort i Kina, Jiangxi Sheng, lat 28,87, long 117,49)
Shiligang är en sockenhuvudort i Kina. Den ligger i provinsen Jiangxi, i den sydöstra delen av landet, omkring 160 kilometer öster om provinshuvudstaden Nanchang. Antalet invånare är 15 503. Befolkningen består av 7 355 kvinnor och 8 148 män. Barn under 15 år utgör 26,0 %, vuxna 15-64 år 66 %, och äldre över 65 år 6,0 %.
Runt Shiligang är det ganska tätbefolkat, med 144 invånare per kvadratkilometer. Närmaste större samhälle är Zhongbu, 19,4 km väster om Shiligang. I omgivningarna runt Shiligang växer i huvudsak blandskog.
Genomsnittlig årsnederbörd är 2 757 millimeter. Den regnigaste månaden är juni, med i genomsnitt 493 mm nederbörd, och den torraste är oktober, med 41 mm nederbörd.